# Кси-гипероны
Кси-гипероны — элементарные частицы, представляющие собой барионы со странностью −2 и изотопическим спином 1⁄2.. Они группируются в мультиплеты из двух частиц: Ξ−, Ξ0. В состав Ξ-гиперонов входят два s-кварка и один u- или d-кварк. Также Ξ-гиперонами принято называть аналогичные частицы, у которых вместо одного или обоих s-кварков находятся c-, b- или t-кварки. В основном состоянии имеют спин 1/2, но при наличии орбитального момента их спин может быть больше.
Кси-минус-гипероны впервые были обнаружены в космических лучах в 1952 году. Кси-ноль-гипероны были открыты на ускорителе в Лаборатории имени Лоуренса в 1959 году, а также наблюдались как продукт распада омега-гиперона в Брукхейвенской национальной лаборатории в 1964 году.
| Частица | кварковый состав | Энергия покоя, МэВ | T   | JP   | Q  | S  | c | b | t | Среднее время жизни | Основная мода распада |
| ------- | ---------------- | ------------------ | --- | ---- | -- | -- | - | - | - | ------------------- | --------------------- |
| Ξ0      | uss              | 1 314,86 ± 0,20    | 1⁄2 | 1⁄2+ | 0  | −2 | 0 | 0 | 0 | (2,90 ± 0,09)⋅10-10 | Λ0 + π0               |
| Ξ−      | dss              | 1321,71 ± 0,07     | 1⁄2 | 1⁄2+ | −1 | −2 | 0 | 0 | 0 | (1,639±0,015)⋅10-10 | Λ0 + π−               |